# Aphonomorphus socors
Aphonomorphus socors är en insektsart som beskrevs av Otte, D. 2006. Aphonomorphus socors ingår i släktet Aphonomorphus och familjen syrsor. Inga underarter finns listade i Catalogue of Life.